# Coenosia plumbea
Coenosia plumbea este o specie de muște din genul Coenosia, familia Muscidae, descrisă de Albuquerque în anul 1954. Conform Catalogue of Life specia Coenosia plumbea nu are subspecii cunoscute.